# Antedone (città)
Antedone (in greco Ἀνθηδών) era una città situata in Beozia, citata da Omero nel II libro dell'Iliade, il cosiddetto catalogo delle navi. 
La polis era situata sulla costa settentrionale del Golfo di Eubea (secondo le indicazioni di Dicearco da Messina a 70 stadi da Calcide e a 160 da Tebe) ai piedi del Monte Messapio. In tempi antichi, si credeva che l'insediamento avesse avuto come suo eponimo un personaggio mitologico di nome Antedone. La polis fu membro della Lega Anfizionica e fu il porto di Tebe.
Le rovine della città si trovano nei pressi del villaggio di Loukisia.

## Riferimenti antichi
Il più antico riferimento alla città si trova in Omero nel Catalogo delle navi del II libro, in cui si scrive che la città era geograficamente la più remota della Beozia, essendo a nord del Golfo di Eubea. Di qui l'epiteto "la più lontana".
Secondo il mito, gli antichi antedoniesi erano i discendenti del dio marino Glauco, che si credeva nativo del luogo. Infatti, un'antica moneta di Antedone, ora conservata al Museo Archeologico di Calcide, reca sopra una delle facce una rappresentazione di Glauco.
Gli antedoniesi, secondo fonti antiche, erano diversi dalle altre genti della Beozia e verranno descritti come traci. Dicearco ci tramanda, inoltre, che questi erano principalmente carpentieri navali, marinai e pescatori, che come fonte di reddito avevano i commerci di pesce, spugne e porpora. Egli aggiunge che l'agorà era circondata da una doppia stoà piantumata con alberi. Un'altra importante fonte è Pausania il Periegeta che nella sua Periegesi della Grecia scrive che nel cuore della città c'era un boschetto dedicato ai Cabiri, al cui interno era presente un tempio di quelle divinità, e nei pressi un tempio di Demetra e Persefone. Fuori dalle mura cittadine era presente un tempio dedicato a Dioniso e una località non meglio specificata chiamata "Il salto di Glauco". Inoltre, il vino di Antedone era molto rinomato nell'antichità.

## Scavi archeologici
Gli scavi archeologici che hanno avuto luogo finora hanno portato alla scoperta dei templi dei Cabiri, di Demetra e di Persefone, citati da Pausania. Nei pressi del porto è stata portata alla luce una basilica paleocristiana di età tardo-romana. Il porto di Antedone era molto grande per quei tempi: dai due moli, il bacino portuale potrebbe essere stato chiuso da una lunga catena al fine di proteggere i moli dalle incursioni nemiche e dai forti venti della regione. La città si spopolò durante il periodo bizantino a causa delle incursioni dei pirati. Gli antedoniesi furono costretti a trasferirsi nell'interno, alle pendici settentrionali del Monte Messapio (oggi Ktypas), dove fondarono un insediamento contadino che divenne il nucleo della odierna Loukissia. Per edificare il nuovo insediamento furono utilizzati materiali della vecchia città, con cui, per esempio, venne in parte costruita la piccola chiesa di San Giorgio, ora situata fuori Loukissia. Questa chiesa fornisce dati preziosi per lo studio dell'architettura bizantina in Grecia: a questo si deve il restauro finanziato dal Ministero della Cultura greco nel luglio 2010. Gli scavi dell'antico porto sono stati effettuati da un team di archeologi greci, tedeschi e americani.